# VRB寒天培地
VRB寒天培地（ぶいあーるびーかんてんばいち、バイオレット･レッド胆汁酸塩寒天培地、英：Violet Red Bili Agar）とは主に大腸菌の検査に使用する培地である。

## 概要
本培地は食品などの大腸菌検査に用いられる。滅菌済みの水に規定量を秤量し、加温溶解させた後、約50℃程度まで冷却して用いる。シャーレなどに入れた試液と本培地を混釈し、その後重層する。
大腸菌が存在した場合、濃赤紫色のコロニーを形成する。グラム陽性菌はクリスタルバイオレットにより発育が抑制される。
日本の公定法でよく使用されるデソキシコレート寒天培地より高い検出率を示し、FDA法など海外の検査機関においては公定法培地として使用されている。